# Карасик, Саул Соломонович
Сау́л Соломо́нович Кара́сик (1927, Новобелица Гомельской области Белорусской ССР, ныне район Гомеля — 2013, Рамат-Ган, Израиль) — советский и российский инженер, организатор промышленности, хозяйственный руководитель.

## Биография
Родился в Белоруссии, во время войны был эвакуирован с семьёй в Актюбинск, где учился в железнодорожном техникуме. По возвращении из эвакуации поступил в Белорусский политехнический институт в Минске, который окончил в 1950 году.
По окончании института получил назначение на Сокольский ЦБК (город Сокол Вологодской области) инженером-теплотехником ТЭЦ. С 1955 года начальник технического бюро, а с 1957 — главный инженер предприятия.
В 1963—1969 годы главный инженер, а в 1970—1972 годы — директор Архангельского целлюлозно-бумажного комбината. Именно в этот период Архангельский ЦБК становится крупнейшим ЦБК в Европе — вводится вторая очередь комбината в составе картонной фабрики с объёмом производства 440 тысяч тонн картона в год и двух целлюлозных заводов, готовится к пуску третья очередь.
В 1972 году С. С. Карасик попал в автомобильную аварию, после выздоровления просит по состоянию здоровья о переводе на научную работу. Был назначен директором «Архгипробума» (Архангельского филиала Государственного института по проектированию предприятий целлюлозно-бумажной промышленности) и работал в этой должности до выхода на пенсию в 1998 году.
Автор изобретений.

## Награды
- Орден «Знак Почета»
- Орден Трудового Красного Знамени
- Заслуженный работник лесной промышленности Российской Федерации (1998)[1]